# ProHolz Austria

proHolz Austria

proHolz Austria ist die 1990 gegründete Arbeitsgemeinschaft der österreichischen Holzwirtschaft in Form eines Unternehmens (gemäß § 16 Wirtschaftskammergesetz).
Dieses verfolgt den Zweck, die Interessen der österreichischen Holzwirtschaft wahrzunehmen. Der Sitz ist Wien.

## Mitglieder und Organe
Ordentliche Mitglieder:
- Fachverband der Holzindustrie Österreichs
- Bundesgremium Baustoff-, Eisen-, Holzwaren- und Holzhandel

Fördernde Mitglieder:
- Präsidentenkonferenz der Landwirtschaftskammern Österreichs
- Bundesinnung der Tischler und holzgestaltenden Gewerbe

## Finanzierung
Die finanziellen Mittel für die Geschäftstätigkeit und die Bildung des Vermögens werden einerseits durch Einlagen der Gründungsmitglieder aufgebracht, andererseits durch Beiträge der ordentlichen und fördernden Mitglieder, durch Erlöse von Dienstleistungen und Produkten, durch Subventionen, Spenden oder sonstige Zuwendungen.

## Aktivitäten

### National
Die Marketingtätigkeiten im Inland sind Imageaufbau und -verbesserung für Holz und Bewusstseinsbildung für Holz in der Öffentlichkeit und die Präsentation der Holzbranche als attraktiven Arbeitgeber. Weiters soll der Werkstoff Holz als modernes High-Tech-Produkt positioniert werden.

#### Fachöffentlichkeit
Folgende Medien werden herausgegeben:
- Die Fachzeitschrift zuschnitt erscheint viermal jährlich und richtet sich an Planer, Architekten und Entscheidungsträger. Themen und Trends des modernen Bauens mit Holz stehen im Mittelpunkt.
- Die Fachpublikation "Zuschnitt-Attachment" befasst sich mit Sonderthemen im Bereich Holz, Holzwerkstoff und Holzbau
- Die "proHolz-Informationen" sind themen-/anlassbezogene Publikationen
- Die Website "proholz.at" ist das Online-Informationsservice
- dataholz ist ein interaktiver Katalog bauphysikalisch, ökologisch geprüfter und/oder zugelassener Holz- und Holzwerkstoffe, Baustoffe, Bauteile und Bauteilanschlüsse für den Holzbau freigegeben von akkreditierten Prüfanstalten.
- infoholz ist eine kostenfreie interaktive Dienstleistung für den professionellen Holzanwender. Das Service bietet Informationen von professioneller Stelle und beantwortet auch individuelle Fragen.

#### Öffentlichkeit in Österreich
- "Holz ist genial." ist die Werbekampagne in überregionalen Massenmedien
- Print- und Online Anzeigen zum Thema Rohstoffmobilisierung: "Forstberater und Borkenkäfer"
- Die "proHolz-Edition" sind Print-Ratgeber mit den wichtigsten Erstinformationen zu den Themen Gebäudesanierung, Holz und Klimaschutz, Fußböden, Häuser aus Holz, Holz spart Energie, Fassaden, Fenster, Brandschutz, Gebäudesanierung, Holz im Garten, Holz in der Gemeinde
- Medienbetreuung, Pressereisen und PR-Aktionen

### International
Mit dem Internationalisierungsprogramm in ausgewählten Zielmärkten, mit Schwerpunkt in Italien und Zentral und Süd-/Osteuropa, engagiert sich das Unternehmen  für eine zukunftsorientierte Steigerung der Wertschätzung und vermehrte Anwendung von Holz.

### Regional
Die Länderorganisationen sind direkter Ansprechpartner für Architekten und Planer, Bauträger, Gemeinden und Konsumenten in den Bundesländern. Ihr Schwerpunkt liegt in der regionalen Holz-Marketingarbeit. Die Landesorganisationen veranstalten Holzbaupreise, geben Holzfachberatung und betreiben Lobbying-Arbeit bei öffentlichen Entscheidungsträgern für den verstärkten Einsatz des heimischen Werkstoffes Holz.
Die Landesorganisationen sind: proHolz Niederösterreich, proHolz Oberösterreich, proHolz Salzburg, proHolz Tirol, proHolz Kärnten, proHolz Steiermark, proHolz Burgenland.